# Адольф Бутенандт
Адольф Фрідріх Йоганн Бутенандт (нім. Adolf Friedrich Johann Butenandt, 24 березня 1903, Лєе (зараз частина міста Бремергафен), Німеччина — 18 січня 1995, Мюнхен, Німеччина) — німецький біохімік та член Націонал-соціалістичної робітничої партії Німеччини. Йому було присуджено «за роботи з статевих гормонів» Нобелівську премію з хімії в 1939 році спільно з швейцарським хіміком Леопольдом Ружикою, якому було присуджено премію «за роботи з поліметиленів і вищих терпенів». Спочатку він відмовився від цієї нагороди згідно з політикою тодішнього уряду, але прийняв її в 1949 році після Другої світової війни.

## Біографія
Адольф Бутенандт народився в Лєе (зараз частина міста Бремергафен) в сім'ї гамбурзького бізнесмена Отто Бутенандта. Шкільне навчання пройшло в Бременгафені. Хімію Адольф вивчав під керівництвом лауреата Нобелівської премії з хімії Адольфа Віндауса в Марбурзькому та в Геттінгенському університетах. В останньому отримав PhD ступінь в 1927 році, тема дисертації: «Про хімічну будову ротенону, фізіологічно активної складової частини Derris elliptica» (нім. Über die chemische Konstitution des Rotenons, des physiologisch wirksamen Bestandteils der Derris elliptica).

Естрон

Адольф Віндаус та Вальтер Шеллер (з фармацевтичної компанії Schering) порадили йому працювати над гормонами екстрагованих з яєчників. Це дослідження привело до відкриття естрону та інших жіночих статевих гормонів, що були виділенні з декількох тисяч літрів сечі. За це відкриття Адольфу Бутенандту і була присуджена Нобелівська премія з хімії в 1939 році спільно з Леопольдом Ружичкою, котрий займався дослідженням чоловічих статевих гормонів.
Адольф був одружений з Ерікою Цігнер в 1931 році. У них було сім дітей. Сім'я проживала в Мюнхені.
Адольф Бутенандт помер 18 січня 1995 року у віці 91 рік.